# Córrego Cobrinco
Der Córrego Cobrinco ist ein etwa 24 km langer linker Nebenfluss des Rio Ivaí im Nordwesten des brasilianischen Bundesstaats Paraná.

## Etymologie und Geschichte
Der Name des Bachs erinnert an die Companhia Brasileira de Imigração e Colonização (COBRINCO). Diese hatte das Land um Icaraima ab Mitte der 1950er Jahre kolonisiert.

## Geografie

### Lage
Das Einzugsgebiet des Córrego Cobrinco befindet sich auf dem Terceiro Planalto Paranaense (Dritte oder Guarapuava-Hochebene von Paraná).

### Verlauf
Sein Quellgebiet liegt im Munizip Icaraíma auf 359 m Meereshöhe etwa 8 km südöstlich des Hauptorts in der Nähe der PR-082.
Der Bach verläuft in nordöstlicher Richtung. Er mündet auf 235 m Höhe von links in den Rio Ivaí. Er ist etwa 24 km lang.

### Munizipien im Einzugsgebiet
Der Córrego Cobrinco verläuft vollständig innerhalb des Munizips Icaraíma.